# Thomas Mahlberg

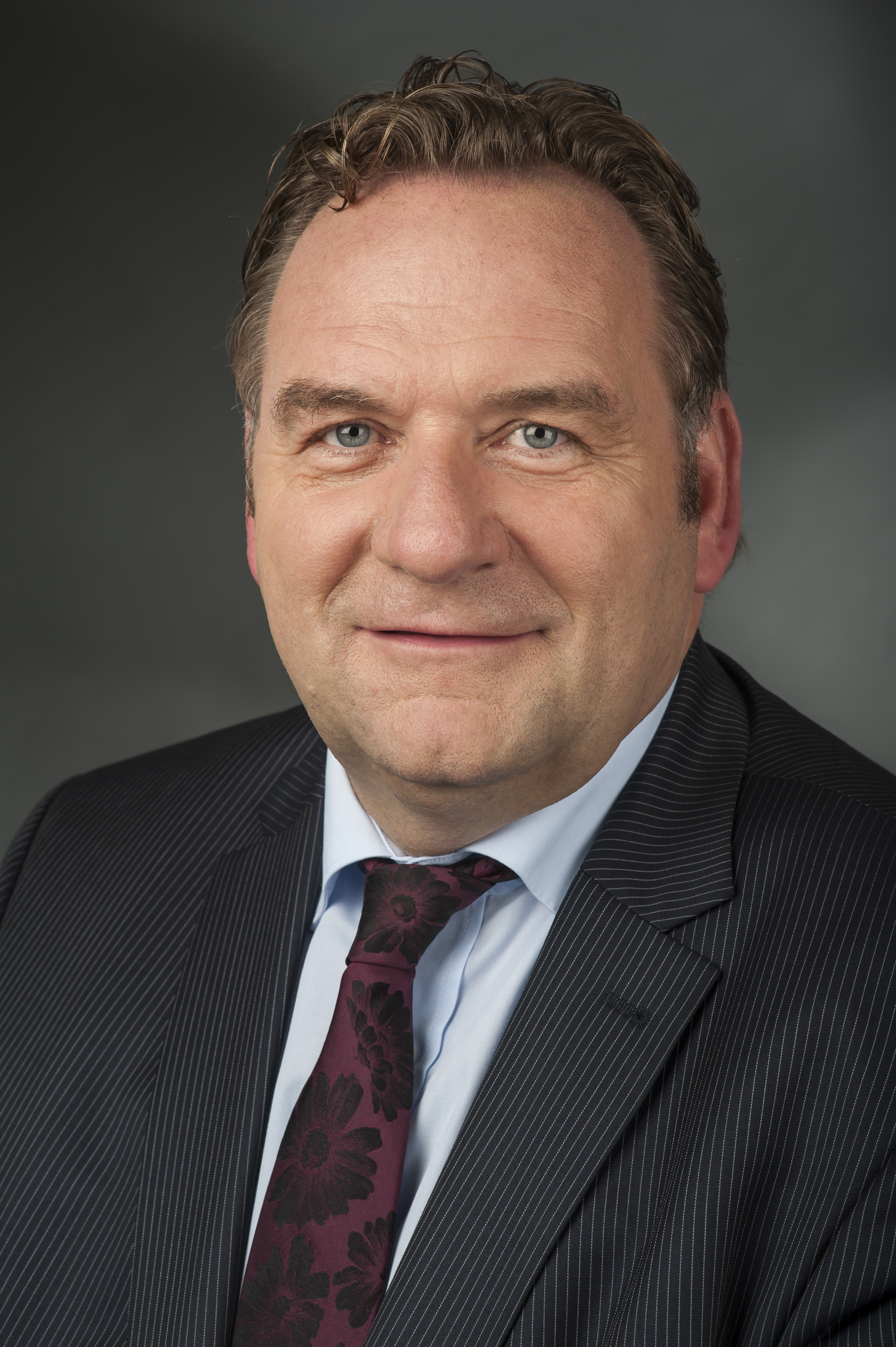
Thomas Mahlberg (2014)

Thomas Mahlberg (* 19. Januar 1965 in Duisburg-Huckingen) ist ein deutscher Politiker (CDU). Von 2008 bis 2009 und von 2013 bis 2017 war er Mitglied des Deutschen Bundestages.

## Leben und Beruf
1984 machte Mahlberg Abitur am Steinbart-Gymnasium in Duisburg-Stadtmitte. Anschließend absolvierte er bis 1986 eine Ausbildung zum Groß- und Außenhandelskaufmann im Stahlhandelshaus Klöckner & Co, wo er ab 1991 Handlungsbevollmächtigter war. Am 1. Januar 1996 wechselte er als Prokurist zur Kemira Chemie GmbH in Hanau und 2004 an den Unternehmens-Standort Hannover; diese firmiert nach Übernahme ab Januar 2008 als Yara GmbH & Co. KG mit Sitz in Dülmen. Der Arbeitsvertrag lief bis zum 30. November 2013.

## Partei
1985 trat Mahlberg in die CDU ein. Von 1989 bis 1995 war er Vorsitzender der Jungen Union Duisburg und während dieser Zeit auch Mitglied im Vorstand der CDU Duisburg. 1999 wurde er zum Vorsitzenden der CDU Duisburg gewählt.
Im Herbst 2010 wurden Vorwürfe gegen die CDU Duisburg, deren Vorsitzender Mahlberg zu diesem Zeitpunkt war, wegen der Zuteilung neuer Mitglieder in die Ortsverbände laut. Im Januar 2011 kritisierte das Bundesparteigericht die Zuteilungspraxis, bestätigte dann jedoch im Oktober 2013 nach einer Überprüfung aller Mitglieder das Vorgehen des Kreisverbandes bei der Zuteilung in die Ortsverbände.

## Öffentliche Ämter
Von 1989 bis 1991 war er als sachkundiger Bürger im Umweltausschuss der Stadt Duisburg tätig. Anschließend war er bis 1994 Mitglied der Bezirksvertretung Duisburg-Süd, wo er als stellvertretender Fraktionsvorsitzender der CDU fungierte. Im Juni 1995 wechselte er in den nordrhein-westfälischen Landtag und war dort familien- und jugendpolitischer Sprecher seiner Fraktion. Er wurde einmal wiedergewählt, bis er nach der Landtagswahl im Mai 2005 aus dem Parlament ausschied. 2004 gehörte er der Bundesversammlung an, die Horst Köhler zum Bundespräsidenten wählte.
Von Oktober 2008 bis Oktober 2009 war Thomas Mahlberg als Nachrücker der ausgeschiedenen Abgeordneten Hildegard Müller Mitglied des Deutschen Bundestages. Dort war er im Ausschuss für Familie, Senioren, Frauen und Jugend als ordentliches Mitglied und in den Ausschüssen für Bildung, Forschung und Technikfolgenabschätzung sowie für Petitionen als stellvertretendes Mitglied vertreten. Bei der Bundestagswahl 2013 kandidierte er im Wahlkreis Duisburg I und zog über die Landesliste in den 18. Deutschen Bundestag ein. Dort war er ordentliches Mitglied im Ausschuss für Ernährung und Landwirtschaft sowie stellvertretendes Mitglied im Ausschuss für Familie, Senioren, Frauen und Jugend.
Bei der Wahl zum 19. Deutschen Bundestag am 24. September 2017 erhielt er in seinem Duisburger Wahlkreis 28,7 % der abgegebenen Stimmen.

## Loveparade 2010
Im Vorfeld der Loveparade 2010 in Duisburg forderte Mahlberg in einem offenen Brief vom 9. Februar 2009 den Innenminister und Parteifreund Dr. Ingo Wolf auf, den Duisburger Polizeipräsidenten Rolf Cebin zu entlassen. Er begründete dies unter anderen mit den Sicherheitsbedenken, die Cebin gegenüber der Durchführung der Loveparade 2010 in Duisburg äußerte, die nach Ansicht Mahlbergs zu Imageschäden der Stadt Duisburg führten. Der Verwaltungswissenschaftler Wolfgang Seibel hält Äußerungen wie diese für mitverantwortlich für ein Klima des politischen Drucks auf Genehmigungsbehörden mit Sicherheitsverantwortung, das schließlich dazu beigetragen hat, die Loveparade trotz gravierender Bedenken zu genehmigen.